# Veliki šeststrani heksekontaeder
| Veliki šeststrani heksekontaeder                        | Veliki šeststrani heksekontaeder                     |
| ------------------------------------------------------- | ---------------------------------------------------- |
|                                                         |                                                      |
| Vrsta                                                   | zvezdni polieder                                     |
| Elementi                                                | F = 24, E = 48, V =20 ({\displaystyle \chi \,} = -4) |
| Grupa simetrije                                         | Oh, [4,3], *432                                      |
| Sklici                                                  | DU14                                                 |
| veliki prirezan dodeciikozidodekaeder (dualni polieder) |                                                      |

Veliki šeststrani heksekontaeder je nekonveksni izoederski polieder. Je dualno telo uniformni zvezdni polieder veliki prirezan dodeciikozidodekaeder.

## Vir
- Wenninger, Magnus (1983), Dual Models, Cambridge University Press, ISBN 978-0-521-54325-5, MR730208